# Chromadorita mucrodonta
Chromadorita mucrodonta är en rundmaskart. Chromadorita mucrodonta ingår i släktet Chromadorita, och familjen Chromadoridae. Arten är reproducerande i Sverige.